# Avaniapuram
Avaniapuram là một thị xã panchayat của quận Madurai thuộc bang Tamil Nadu, Ấn Độ.

## Nhân khẩu
Theo điều tra dân số năm 2001 của Ấn Độ, Avaniapuram có dân số 51.587 người. Phái nam chiếm 51% tổng số dân và phái nữ chiếm 49%. Avaniapuram có tỷ lệ 75% biết đọc biết viết, cao hơn tỷ lệ trung bình toàn quốc là 59,5%: tỷ lệ cho phái nam là 80%, và tỷ lệ cho phái nữ là 68%. Tại Avaniapuram, 11% dân số nhỏ hơn 6 tuổi.